# Lekooporna padaczka z uogólnionymi napadami toniczno-klonicznymi
Lekooporna padaczka z uogólnionymi napadami toniczno-klonicznymi (ang. intractable childhood epilepsy with generalized tonic-clonic seizures; ICE-GTC) – zaburzenie z grupy lekoopornych encefalopatii padaczkowych, które cechuje się występowaniem napadów nieświadomości i uogólnionych napadów toniczno-klonicznych z początkiem w wieku niemowlęcym lub wczesnodziecięcym. U części chorych występują także napady o zlokalizowanym początku.
ICE-GTC jest traktowana jako podtyp ciężkiej mioklonicznej padaczki niemowląt (ang. severe myoclonic epilepsy of infancy, SMEI), ale w porównaniu ze SMEI w tym zespole zaburzenia funkcji poznawczych są mniej wyrażone, a częstość występowania napadów toniczno-klonicznych jest mniejsza. Nie występują także napady miokloniczne, a upośledzenie psychomotoryczne jest mniej ciężkie.

## Podstawy molekularne
ICE-GTC jest powiązane z mutacjami w tych samych genach, co zespół Dravet i SMEB – między innymi SCN1B, SCN2A, GABRD, GABRG2 oraz SCN1A (gen kodujący podjednostkę alfa1 kanału sodowego), który jest głównym genem dla tego zespołu.
W przeciwieństwie do zespołu Dravet zauważalny jest brak mutacji zmiany sensu i zmiany ramki odczytu połączonych z ICE-GT. Najczęstszą przyczyną są mutacje zmiany sensu genu SCN1A. Podobna zależność zachodzi także dla zaburzenia o nazwie severe myoclonic epilepsy borderline (SMEB), co świadczy o tym, że są to zbliżone pod względem genetycznym zaburzenia, ujawniające jednak nieco odmienne fenotypy. Na razie nie są jednak znany sposób, w jaki zmiany struktury kanałów sodowych u różnych mutantów SCN1A prowadzą do różnic w fenotypach.
Większość mutacji SCN1A powiązanych ze SMEI prawdopodobnie powoduje kodowanie niefunkcjonalnych kanałów sodowych poprzez przedwczesną terminację lub zmianę ramki odczytu sekwencji kodującej. Według Rhodes i in. relacja między syndromem klinicznym a biofizycznym zachowaniem mutantów kanałów sodowych jest niezwykle złożona – do tego stopnia, że w przypadku niektórych mutacji trudno jest przewidzieć, czy końcowym efektem będzie utrata czy zyskanie aktywności kanału. Na ogólny obraz kliniczny mają także duży wpływ modyfikatorowe czynniki genetyczne i środowiskowe.
Mutacje w genie SNC1A prowadzą do dysfunkcji interneuronów hamujących GABA-ergicznych, przez co u chorych zaleca się stosowanie leków, działających na receptory GABA. Pomimo że ICE-GTC należy do lekoopornych encefalopatii padaczkowych, to z badań i obserwacji wynika, że leczenie w tych zespołach jest skuteczniejsze, jeśli jest rozpoczęte wcześniej.